# Marko Bauman
Marko Bauman, slovenski hokejist; * 7. oktober 1991.
Trenutno igra na položaju napadalca za slovensko moštvo HDK Maribor. Moštvo zastopa tako v Slovenski mladinski ligi kot tudi Slovenski članski ligi. 

## Kariera
Bauman je kariero začel v mladinski selekciji kluba HDK Maribor. 
Bauman je igral za slovensko reprezentanco na Svetovnem prvenstvu U18 2009.

## Pregled kariere
Odebeljeno - reprezentančni nastopi, glej tudi Statistika pri hokeju na ledu.
| Moštvo      | Liga                      | Sezona |    | Redni del | Redni del | Redni del | Redni del | Redni del | Redni del |   | Končnica | Končnica | Končnica | Končnica | Končnica | Končnica |
| ----------- | ------------------------- | ------ | -- | --------- | --------- | --------- | --------- | --------- | --------- | - | -------- | -------- | -------- | -------- | -------- | -------- |
| Moštvo      | Liga                      | Sezona | OT | G         | P         | T         | +/-       | KM        | OT        | G | P        | T        | +/-      | KM       |          |          |
| HDK Maribor | Slovenska mladinska liga  | 05/06  |    |           |           |           |           |           |           |   |          |          |          |          |          |          |
| HDK Maribor | Slovenska liga            | 06/07  |    | 1         | 0         | 0         | 0         |           | 0         |   |          |          |          |          |          |          |
| HDK Maribor | Slovenska mladinska liga  | 07/08  |    | 21        | 10        | 3         | 13        |           | 20        |   | 5        | 2        | 0        | 2        |          | 12       |
| HDK Maribor | Slovenska liga            | 07/08  |    | 4         | 0         | 0         | 0         |           | 0         |   |          |          |          |          |          |          |
| HDK Maribor | Slovenska mladinska liga  | 08/09  |    | 27        | 9         | 8         | 17        |           | 36        |   | 5        | 1        | 0        | 1        |          | 6        |
| HDK Maribor | Slovenska liga            | 08/09  |    | 30        | 4         | 6         | 10        |           | 34        |   |          |          |          |          |          |          |
| Slovenija   | Svetovno prvenstvo U18 D2 | 09     |    | 5         | 0         | 1         | 1         | +8        | 0         |   |          |          |          |          |          |          |
| Skupaj      |                           |        |    | 88        | 23        | 18        | 41        | +8        | 90        |   | 10       | 3        | 0        | 3        |          | 18       |